# Qingdao Hainiu Zuqiu Julebu
Il Qingdao Hainiu Zuqiu Julebu (青岛海牛足球俱乐部S, Qīngdǎo Hǎiniú Zúqiú JùlèbùP), a volte tradotto come Qingdao Manatee Football Club e precedentemente conosciuto come Qingdao Jonoon, è una società calcistica cinese con sede a Tsingtao, fondata nel 1990.

## Denominazione
- Dal 1990 al 1993: Shandong Economic and Trade Commission
- Dal 1993 al 1997: Qingdao Hainiu Zuqiu Julebu (青岛海牛足球俱乐部S; Qingdao Hainiu Football Club)
- Dal 1998 al 2000: Qingdao Yizhong Hainiu Zuqiu Julebu (青岛颐中海牛足球俱乐部S; Qingdao Yizhong/Etsong Hainiu Football Club)
- Nel 2001: Qingdao Pijiu Zuqiu Julebu (青岛啤酒足球俱乐部S; Qingdao Beer Football Club)
- Nel 2002: Qingdao Hademen Football Club
- Dal 2003 al 2004: Qingdao Beilaite Football Club
- Dal 2005 al 2006: Qingdao Zhongneng Zuqiu Julebu (青岛中能足球俱乐部S; Qingdao Jonoon Football Club)
- Nel 2007: Qingdao Handicraft City Football Club
- Nel 2008: Qingdao Shengwen Jonoon Football Club
- Dal 2009 al 2020: Qingdao Zhongneng Zuqiu Julebu (青岛中能足球俱乐部S; Qingdao Jonoon Football Club)
- Dal 2021: Qingdao Hainiu Zuqiu Julebu (青岛海牛足球俱乐部S; Qingdao Manatee Football Club)

## Palmarès

### Competizioni nazionali
- Coppa della Cina: 1

2002
- China League One: 1

1994
- China League Two: 2

1992, 2021

### Altri piazzamenti
- Coppa di Cina:

Semifinalista: 2023
- Supercoppa di Cina:

Finalista: 2002
- China League One:

Secondo posto: 1996
- China League Two:

Terzo posto: 1990, 1991